# Allochernes maroccanus
Allochernes maroccanus är en spindeldjursart som beskrevs av Volker Mahnert 1976. Allochernes maroccanus ingår i släktet Allochernes och familjen blindklokrypare. Inga underarter finns listade i Catalogue of Life.